# Cyrtinus fisheri
Cyrtinus fisheri es una especie de escarabajo longicornio del género Cyrtinus, tribu Cyrtinini, orden Coleoptera. Fue descrita científicamente por Wappes, Santos-Silva & Nascimento en 2020.

## Descripción
Mide 2,05-2,35 milímetros de longitud.

## Distribución
Se distribuye por México.